# Crosey-le-Grand
Crosey-le-Grand là một xã của tỉnh Doubs, thuộc vùng Bourgogne-Franche-Comté, miền đông nước Pháp.

## Dân số
Điều tra dân số năm 1999, xã này có dân số là 178.
Ước lượng năm 2004 là 169.